# 多気義幹
多気 義幹（たけ よしもと）は、平安時代末期から鎌倉時代初期にかけての武将・御家人。芹沢氏の祖。通説では父の後を継いで常陸大掾になったとされているが、近年の研究では疑問視されている。

## 生涯
多気直幹の子として誕生。
父の後を継いで筑波郡多気を本拠としたが、源平合戦（治承・寿永の乱）当初は常陸国が平家の知行国であったこともあり平家方にあった。その後、源頼朝の金砂城の戦いにおいて常陸国府が頼朝軍に占領されると、佐竹氏と共に反頼朝側についていた常陸平氏にも圧迫が加えられ、遅くても元暦元年（1184年）までに源頼朝に従った。その後は奥州合戦などで功績を挙げている。
ところが、建久4年（1193年）5月に曾我兄弟の仇討ちが発生すると、同じ常陸国の武士であった八田知家は策を巡らして「八田知家が多気義幹を討とうとしている」と流言を流し、これを知った義幹が多気山城に兵を集めると、今度は知家は義幹の許に使者を派遣して「頼朝のいる富士野で狼藉（仇討ち）が発生したので富士野へ同道して貰いたい」と要望すると、義幹はいよいよ噂が事実であると考えて防備を固めた。これを見た八田は6月12日に「多気義幹の謀反」を鎌倉幕府に訴えるに至った。幕府は八田と義幹を鎌倉へと召喚し、22日に両者を対決させた。八田は仇討事件の事を知って義幹に富士野に駆けつけようと提案したところ、義幹は兵を集めて多気山城に立て籠もり叛逆を企てたと主張した。これに対して義幹は反論したものの、彼の主張は「意味不明」とされた上に実際に兵を集めて立て籠った事実は否定できず、義幹の所領と所職は没収されて同族の馬場資幹に与えられ、義幹は岡部泰綱に預けられることになった（『吾妻鏡』）。この事件を「建久4年の常陸政変」と称する。また、同年に発生した義幹の実弟である下妻広幹の処刑や頼朝の実弟である源範頼の失脚もこの政変に関係するという説もある。その後の義幹の消息は不明である。
通説では、多気義幹が建久四年の常陸政変で失脚したことによって常陸平氏の惣領と常陸大掾の地位が馬場資幹に移ったとされている。しかし、平安時代後期（仁平元年（1151年）以降）に常陸国の国衙（留守所）から発給された文書には大掾の署判が存在せず、大掾の署判が入った文書が出現するのは馬場資幹の大掾就任後である。従って、少なくてもこの間常陸大掾の地位が空席であったと考えられ、多気義幹の常陸大掾在任の事実及び多気氏を含めた常陸平氏が建久以前より常陸大掾の地位を継承してきたとする事実に対して否定的な説もある。また、常陸平氏自体も12世紀には解体されつつあり、多気義幹が一族中では最有力かつ中心的存在ではあったものの、惣領としての実態は失われていたとも言われている。この説によれば、多気義幹の失脚、馬場資幹の常陸大掾任命と資幹を惣領とした常陸平氏の復活（事実上の新生）が源頼朝による常陸武士の掌握の過程として行われたとされている。